# Emilia Szymczak
Emilia Urszula Szymczak (* 17. Juni 2006 in Goleniów) ist eine polnische Fußballspielerin und seit 2023 auch A-Nationalspielerin.

## Karriere

### Vereine
Szymczak begann für den in ihrem Geburtsort ansässigen Hanza Goleniów mit dem Fußballspielen. Im Alter von neun Jahren gelangte sie nach Szczecin zum MUKS Żaki Szczecin, ein schulübergreifender Schülerverein, bei dem sie gemeinsam mit Jungen trainierte, spielte und sich weiterentwickelte.
Bereits im Alter von 15 Jahren fand sie sich in der ersten Mannschaft von Górnik Łęczna wieder, für die sie in der  höchsten Spielklasse, der Ekstraliga Kobiet, ihre ersten 13 Punktspiele bestritt.
Ihr Seniorinnendebüt erfolgte mit Einwechslung für Weronika Kaczor in der 85. Minute beim 4:1-Sieg am 4. September 2021 (4. Spieltag) im Auswärtsspiel gegen MKS Olimpia Szczecin; ihr erstes Tor erzielte sie am 23. April 2022 (17. Spieltag) beim 6:2-Sieg im Heimspiel gegen den MKS Tarnovia Tarnów mit dem Treffer zum 6:0 in der 57. Minute per Strafstoß. Nach einer weiteren Saison, in der sie 18 Mal eingesetzt wurde, verließ sie den Verein – denn am 10. Juli 2023 wurde sie vom FC Barcelona verpflichtet.
Für diesen Verein wurde sie in der Saison 2023/24 zunächst in der Zweitvertretung eingesetzt – sie bestritt 24 von 26 Saisonspielen und debütierte zum Saisonstart am 9. September 2023 bei der 1:5-Niederlage im Auswärtsspiel gegen Espanyol Barcelona in der zweitklassigen Primera Federación.

### Nationalmannschaft
Szymczak kam als Nationalspielerin für den PZPN zunächst von 2021 bis 2023 in der U17-Nationalmannschaft zu 20 Länderspieleinsätzen, in denen ihr vier Tore gelangen.
Für die U19-Nationalmannschaft bestritt sie am 3. und 6. April 2024 ihre einzigen beiden Länderspiele in der Gruppe F der zweiten Qualifikationsrunde für die angestrebte Teilnahme an der in Nordirland vorgesehenen und altersbezogenen Europameisterschaft 2024. Ein Sieg und eine Niederlage (1:0 vs. Finnland, 0:3 vs. Niederlande) waren die Resultate.
Ihr A-Länderspieldebüt gab sie am 26. September 2023 in Gdynia im zweiten Spiel der Gruppe B3 bei der Premiere des Wettbewerbs der Nations-League beim 2:1-Sieg über die Nationalmannschaft der Ukraine mit Einwechslung in der 94. Minute für Ewelina Kamczyk. Im letzten Gruppenspiel am 5. Dezember 2023 in Sosnowiec wurde sie auch beim 2:0-Sieg über die Nationalmannschaft Griechenlands eingesetzt. Ihr erstes Freundschaftsspiel war zugleich ihr drittes A-Länderspiel und wurde am 23. Februar 2024 mit 1:4 gegen die Schweizer Nationalmannschaft in Marbella verloren. Danach wurde sie in jeweils zwei Ausschlussspielen in der EM-Qualifikation der ersten und zweiten Runde berücksichtigt. In der zweiten Austragung des Wettbewerbs der Nation-League bestritt sie die letzten drei Spiele der Gruppe B1 sowie ein weiteres Freundschaftsspiel, dass am 27. Juni 2025 in Mielec mit 4:0 gegen die Nationalmannschaft der Ukraine gewonnen wurde.
Dem Kader für die Europameisterschaft 2025 zugehörig, kam sie in allen drei Spielen der Gruppe C zum Einsatz; schied jedoch als Gruppendritter aus dem Turnier aus.

## Erfolge
Nationalmannschaft
- Erste Teilnahme an einer Europameisterschaft (2025)

Górnik Łęczna
- Zweiter Polnische Meisterschaft 2022, 2023